# استیون هرک
استیون رابرت هِرِک (به انگلیسی: Stephen Robert Herek) ‏ (زاده ۱۰ نوامبر ۱۹۵۸) کارگردان آمریکایی است.
هِرِک در ۱۰ نوامبر ۱۹۵۸ در سن آنتونیو، ایالت تگزاس به دنیا آمده‌است و از دانشگاه تگزاس در آستین فارغ‌التحصیل شده‌است وی فعالیت فیلمسازی خویش را از ۱۹۸۶ آغاز کرده‌است.

## فیلمشناسی
| سال  | نام فیلم                        | عنوان انگلیسی                        |
| ---- | ------------------------------- | ------------------------------------ |
| ۱۹۸۶ | کریترها                         | Critters                             |
| ۱۹۸۹ |                                 | Bill and Ted's Excellent Adventure   |
| ۱۹۹۱ | مردن پرستار بچه را به مامان نگو | Don't Tell Mom the Babysitter's Dead |
| ۱۹۹۲ | مایتی داکز                      | The Mighty Ducks                     |
| ۱۹۹۳ | سه تفنگدار                      | The Three Musketeers                 |
| ۱۹۹۵ | قطعه موسیقی آقای هولاند         | Mr. Holland's Opus                   |
| ۱۹۹۶ | ۱۰۱ سگ خالدار                   | 101 Dalmatians                       |
| ۱۹۹۸ | مرد مقدس                        | Holy Man                             |
| ۲۰۰۱ | ستاره راک                       | Rock Star                            |
| ۲۰۰۲ | زندگی یا چیزی شبیه این          | Life or Something Like It            |
| ۲۰۰۵ |                                 | Man of the House                     |
| ۲۰۰۸ |                                 | Picture This                         |
| ۲۰۰۹ | مرده مثل من: زندگی پس از مرگ    | Dead Like Me: Life After Death       |
| ۲۰۰۹ |                                 | Into the Blue 2: The Reef            |
| ۲۰۱۰ |                                 | The Cutting Edge: Fire & Ice         |
| ۲۰۱۱ |                                 | The Chaperone                        |
| ۲۰۱۳ |                                 | Jinxed                               |
| ۲۰۱۴ | گیلی هاپکینز کبیر               | The Great Gilly Hopkins              |